# 交通銀行

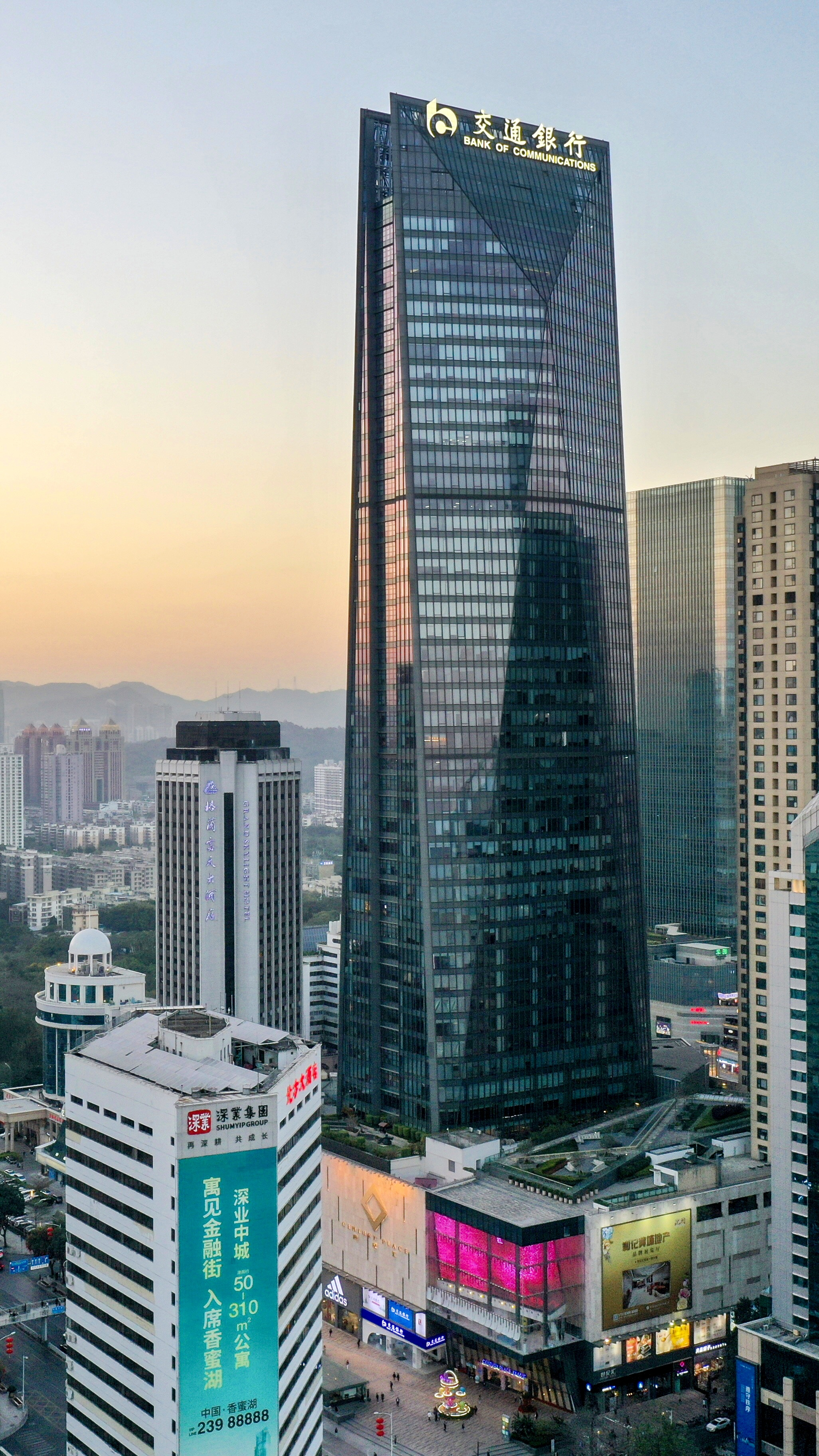
深圳交通银行总部大厦

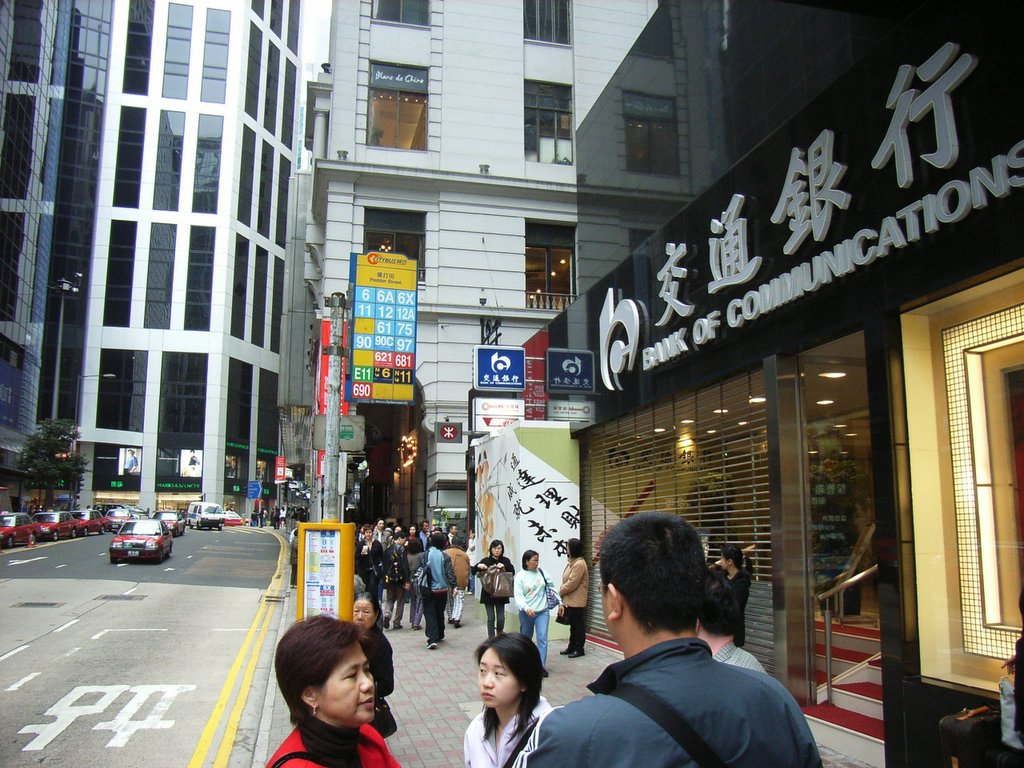
位於香港中環畢打街的交通銀行香港分行

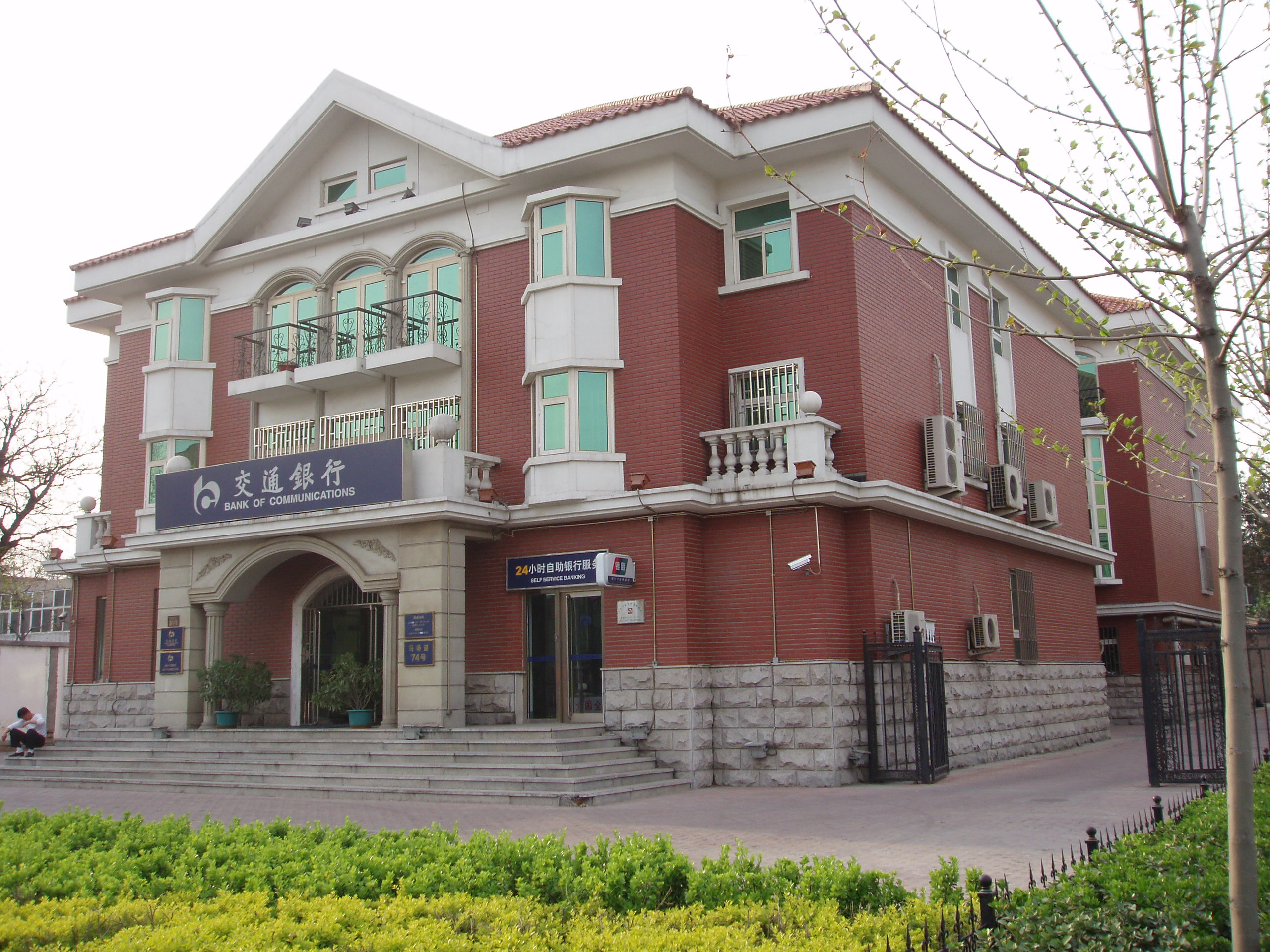
位於天津馬場道的交通銀行支行

交通银行股份有限公司（英語：Bank of Communications Co., Ltd.，縮寫：BOCOM），简称交通银行、交行，是中國大陸歷史最悠久的银行之一，始建于清光绪三十四年（1908年），为中國最早期的发钞銀行之一。
交通銀行於中華民國大陸時期为四大银行之一，於今則是中國大陸第五大银行，為第一家全国性股份制商业银行，也是香港中資金融股的八行五保（前稱六行三保、五行三保）之一。交通银行是中国2010年上海世博会全球合作伙伴。

## 历史

### 清末
1895年，清政府发布兴筑铁路《上谕》，以路权做抵押，举借外债修筑津芦铁路、芦汉铁路和粤汉铁路。1904年，湖广总督张之洞提出赎回路权、自办铁路的主张。
1906年，邮传部成立，专门管理全国轮船、铁路、电报、邮政事务。
1907年11月，邮传部尚书陈璧上书《拟设交通银行折》，要求设立交通银行，专门负责办理轮船、铁路、电报、邮政四个事业单位款项收付，筹款赎路。
1908年3月4日，交通银行在北京开业，资本总额白银500万两，实收资本额250万两，分成5万股股份，其中邮传部2万股、民间认购3万股。李鸿章的侄子李经楚担任第一任总理（总经理）。同期在香港、新加坡、仰光设立分行，在西贡设立代办处。交通银行是中国最早在海外设立分支机构的银行。“交通银行”四字由郑孝胥题写。
1909年，交通银行开始发行钞券，第一版钞券由商务印书馆负责印制。

### 民國時期
1912年3月10日，袁世凯在北京就任中华民国大总统，任命梁士诒为秘书长；5月梁兼任交通银行总理。交通银行开始和中国银行共同承担中央银行职责。
1916年5月，天津中国银行及交通银行发生挤兑，此时政府财政因应副帝制及西南四省独立战事开支，渐见枯竭，12日，国务卿段祺瑞下令中国银行和交通银行停止兑现已发行纸币。交通银行因亏空過大，滥发纸币，得此命令，即闭门停兑。袁世凯病逝，黎元洪继任总统，7月14日，下令交通银行照常营业。
1916年12月28日，曹汝霖当选交通银行新任总理，并同西原龟三签订西原借款，以出卖东北的修筑铁路，砍伐森林和采矿等一系列中国主权换取吉会铁路、满蒙四铁路、吉林、黑龙江两省的森林和金矿、有线电信、参战、交通银行等八项借款。
1917年6月7日，交通银行董事会主席张勋带领“辫子军”进京，复辟清王朝。梁世诒通过交通银行向日本人借款，支持段祺瑞成立讨逆军，攻入北京。
1919年，第一次世界大战结束以后，交通银行上海分行接管了位于上海公共租界外滩14号的德华银行的文艺复兴风格的4层大楼。1921年，交通银行发生第二次挤兑风潮。
1922年，张謇当选交通银行总理，交通银行扭亏为盈。
1924年，第二次直奉战争爆发，梁世诒重返交通银行。交通银行落入北洋军阀手中。1926年，北伐军节节胜利，国民政府进驻武汉，交通银行总管理处迁往天津。1927年，梁世诒被国民政府通缉，交通银行从北洋军阀手中转移到国民政府手中。
1928年，國民政府立法院通過《交通銀行條例》，交通銀行成為扶助農礦工商的專責銀行。随着全国政治中心从北京转移到南京，交通银行也将总行迁到上海外滩14号。
1935年11月，國民政府实行币制改革，规定以中央、中国、交通三家银行所发行钞票为法币。交行接收了浙江兴业、中国垦业、中国实业等七家银行的发行业务及其准备金。
1937年，抗日战争爆发，交通银行将总行迁到重庆，直至战争结束以后為止。同时，在香港设立了总管理处办事机构。1946年至1947年，上海总行重建为装饰主义风格的6层大楼。
1949年，國共內戰戰局底定，交通銀行總管理處隨同中華民國政府播遷臺灣（其后停业，直至1960年在台复业）。留置中國大陸之交通銀行各部資產被中華人民共和國政府接收，續稱「交通銀行」。

### 中华人民共和國时期
1949年，张平之在上海、北平接管交通银行，是新中国第一任交通银行总管理处总经理。1950年，交通银行开始承担国家基础建设拨款工作，成为经营工矿交通事业之长期信用银行。1951年，交通銀行总行迁回北京，中央人民政府政务院通过《企业中公股公产清理办法》，指定交通银行为投资主管机关，负责办理公股股票的保存，股息红利的收解，财务计划的执行和检查。上海外滩14号行址由上海市总工会进驻至今。
1952年5月1日，交通银行正式划归中央人民政府财政部领导。1953年，中央人民政府财政部的苏联专家伊·维诺格拉多夫建议成立办理基本建设投资拨款的专业银行。
1954年5月10日，中国人民建设银行（現稱中国建设银行；港交所：0939）成立。
1958年除香港分行仍继续营业外，交通银行国内业务分别并入当地中国人民银行和中国人民建设银行。
1981年中国人民银行任命常彦卿兼任交通银行董事长、总经理。
1986年7月24日为适应中国经济体制改革和发展，作为金融改革的试点，国务院批准重新组建交通银行。
1987年4月1日，重新组建后的交通银行正式对外营业，成为中国第一家全国性的国有股份制商业银行，當時总行设在上海江西中路200号（原金城银行大楼）。
1987年11月，开办保险部。1988年9月，设立下属的证券公司上海海通证券公司，注册资本3500万元。1991年4月26日，由交行保险部基础上成立中国太平洋保险公司。
1994年9月，在中国银行业必须实行“银证分离”的大环境下，交通银行把其设在全国各地分行的证券营业部划入海通证券，并于28日重组为海通证券有限公司，此时注册资本10亿元，属于全国性证券公司，隶属于交行总行。
1999年8月28日，交通银行与上海市人民政府签订转让协议，将其旗下非银行类金融公司（海通证券和中国太平洋保险公司）与交行“脱钩”并正式转由上海市国资委经营。
2002年10月23日，交通银行总行搬迁至上海浦东银城中路188号交银金融大厦。
2004年6月，中央汇金投资有限责任公司注资交通银行30亿人民币。2004年，香港上海汇丰银行投资了近17亿美元，收购了交通银行19.9%股权。
2005年6月23日，在香港联合交易所上市，股票代码港交所：3328。2005年8月，与施罗德投资管理有限公司、中集集团合组交银施罗德基金管理有限公司（交行持有65%股份）。
2007年4月25日，交通银行在上海證券交易所发行，每股最後定價7.90人民幣。汇丰公開表示表明若法例許可，將會在2008年增持交行至4成。2007年5月15日，在上证所上市（股票代码：上交所：601328）。同月重组湖北省国际信托投资有限公司并更名为交银国际信托。2007年8月13日，恆指服務公司宣佈交通銀行H股為恆生指數成份股（藍籌股），在同年9月10日生效。2007年9月10日，交通銀行H股正式成為恆生指數成份股。2007年12月28日，交通銀行入股江蘇省常熟農村商業銀行10%，成為第一大股東。
2010年6月6日，交通銀行以A+H供股方式，按10股供1.5股比例發行新股，籌集最多330.71億元（人民幣，下同）。該行將合共發行73.49億股A、H股新股，當中A股及H股分別佔52.92%（38.89億股）及47.08%（34.60億股），A股配股價為每股人民幣 4.5元H股配股價為每股 5.14港元，按匯率折算， A股和 H股配股價格一致。 A股預計籌資 175億元， H股預計籌資156億元；集資所得將用於補充資本金，以提高核心資本充足率。2010年11月29日，交通银行台北代表处在台北101大楼正式成立。交通银行成为首家在台湾设立机构的中國大陆银行。根据两岸监管规定，交通银行台北代表处主要从事金融市场调研、客户联络等非经营性活动，并将在学习借鉴台湾银行产品和服务先进经验等方面发挥积极作用。
2011年3月18日，交通银行与兆丰国际商业银行签署业务合作备忘录。2011年7月28日交通銀行斥資3億元人民幣入股籌建中的西藏銀行20%股份。
2012年3月15日將向包括財政部、社保基金、上海海煙和云南紅塔在內的7名認購方，以4.55元/股的價格發行約65.42億股A股;向包括財政部、匯豐銀行和社保基金在內的7名認購方，以5.63港元/股價格增發55.60億股H股。定增和配售募集資金總額約565.7億元人民幣。2012年7月，交通银行台北分行成立，持有批发银行牌照。交通银行台北分行主要为两岸公司客户提供各类存款、贷款、国际结算、贸易融资、外汇兑换、跨境人民币等银行服务。
2013年3月28日在香港設立資產託管中心，是中資商業銀行第一間，截至2013年2月末，該行資產托管總規模逾1.8萬億元人民幣。2013年9月29日，交通银行成为首批入驻中国（上海）自由贸易试验区的银行之一。交银金融租赁公司也将在自贸区设立专业子公司。
2015年7月1日，江蘇證監局網站公告，證監會已批准由全資子公司交銀國際，收購華英證券33%股權，華英證券第一大股東是國聯證券，佔股百分之66.7。
2018年5月23日澳洲聯邦銀行旗下保險公司以747億日圓出售交銀康聯人壽保險37.5%股份給三井住友海上火災保險交銀康聯人壽將成為三井住友海上與交通銀行的合資公司，交行的出資比例為62.5%。

## 主要股東
截至 2025 年6月17日
| 排名 | 股东名称                       | 持股数量（万股） | 持股比例 | 持股变化（万股） | 股本性质              |
| ---- | ------------------------------ | ---------------- | -------- | ---------------- | --------------------- |
| 1    | 中华人民共和国财政部           | 309.43亿股       | 35.12%   | 132.1亿股        | 流通A股，境外可流通股 |
| 2    | 香港上海汇丰银行有限公司       | 1413563.66       | 16%      | 不變             | 境外可流通股          |
| 3    | 全国社会保障基金理事会         | 1153848.89       | 13.06%   | 不变             | 流通A股，境外可流通股 |
| 4    | 香港中央结算（代理人）有限公司 | 77.25亿股        | 8.74%    | +408.49万股      | 境外可流通股          |
| 5    | 中国证券金融股份有限公司       | 189165.12        | 2.14%    | 不变             | 流通A股               |
| 6    | 香港中央结算有限公司           | 13.75亿          | 1.56%    | ˉ1064,06万股     | 流通A股               |
| 7    | 首都机场集团有限公司           | 124659.10        | 1.41%    | 不变             | 流通A股               |
| 8    | 上海海烟投资管理有限公司       | 80814.54         | 0.91%    | 不变             | 流通A股               |
| 9    | 云南合和（集团）股份有限公司   | 74530.54         | 0.83%    | 不变             | 流通A股               |
| 10   | 一汽股权投资（天津）有限公司   | 66394.17         | 0.75%    | 不变             | 流通A股               |
| 总计 | 总计                           | 710.72亿股       | 80.43%   | +22.82%          |                       |

## 历任管理层

### 历任董事长
- 胡笔江
- 陈国栋
- 胡景沄
- 李祥瑞（1987年 - 1993年）
- 潘其昌（1993年10月 - 1998年11月）
- 殷介炎（ 1998年11月- 2004年6月）
- 蒋超良（2004年1月 - 2008年9月）
- 胡怀邦（2008年9月 - 2013年4月）
- 牛锡明（2013年5月 - 2018年2月）
- 彭纯（2018年2月 - 2019年4月）
- 任德奇 ( 2022-06-28 至 2025-06-27 )

### 历任行长
- 李军（2006年9月至2009年12月）
- 牛锡明（2009年12月-2013年10月）
- 任德奇（2018年8月至2019年12月）
- 刘珺（2020年5月-2024年5月14日）
- 张宝江（2024年6月- ）

## 业务发展
交通银行在国内236个地级以上城市、167个县或县级市共设有3285个营业网点。境外则共设有20家分（子）行及代表处，分别是香港子行/香港分行、纽约分行、东京分行、新加坡分行、首尔分行、法兰克福分行、澳门分行、胡志明市分行、旧金山分行、悉尼分行、台北分行、伦敦分行/英国子行、卢森堡子行/卢森堡分行、布里斯班分行、交银（卢森堡）巴黎分行、交银（卢森堡）罗马分行、巴西BBM银行（交银BBM）和多伦多代表处，境外营业网点共65个（不含代表处）。

### 香港业务
交通銀行於1934年設立香港分行，成為發展海外業務的先河。1958年收歸國有，香港分行成為中銀集團成員。
經過多年爭取，1998年4月14日交行香港分行脫離中銀集團，回歸總行全面管理。同年12月，香港分行购置新的交通银行大厦，开始了香港分行中心化的经营运作。
2015年，交行宣布為香港零售和私人銀行業務進行本地註冊，同年9月取得分公司的銀行牌照，並計劃將交行香港分行的業務會轉移至本地註冊的分公司。在進行本地註冊前，交行香港分行為香港擁有最多支行的境外註冊銀行。
2017年4月香港分行獲得人民幣業務傑出大奬。2017年7月14日，交通銀行以79億港元成立全資子公司交通銀行（香港）有限公司，並進行業務轉移，完成業務轉移後，交銀香港將重點提供本地零售銀行和私人銀行服務，原有的香港分行則重點提供公司銀行服務和其他銀行服務。交銀香港已於2018年1月29日正式開業。